# Moonlight Shadow
（直译为“月光下的影子”）是一首由多乐器演奏家麦克·欧菲尔德谱写和演奏的英语流行歌曲，歌曲发行于1983年5月，并收录于同年发售的专辑《Crises》中。歌曲人声由和迈克·欧菲尔德于1980年相识的苏格兰歌手玛姬·赖利录制。这是欧菲尔德最成功的单曲，其排到了欧洲多个排行榜榜首。比利時女歌手 Dana Winner 曾翻唱這首名曲。此曲也被改編為粵語版，為香港女歌手林志美的「月影」。

## 发行
《Moonlight Shadow》在整个欧洲都获得了成功。它在多个国家的排行榜都排到了第一名，包括在巴西的两星期榜首，意大利、奥地利和瑞士的四星期榜首，以及挪威的六星期榜首。在英国单曲排行榜，歌曲排到了第四，这是除1976年单曲《Portsmouth》外，欧菲尔德排名最高的单曲。此外歌曲还排在德国榜第二名四星期，以及澳大利亚榜的第6。在1993年，为促进欧菲尔德《Elements》套装的发行，歌曲以MAXI-CD单曲的形式重新发布时，排到了排行榜的52名。
在12英寸单曲唱片版（随后以3英寸CD单曲碟补发）中，收录的歌曲加入了额外的曲章；而在B面碟中收录了单曲《Rite of Man》，其少有的由欧菲尔德负责领唱。而他的会汇编专辑《The Platinum Collection》中也收录了延长版本的混音。
在1991年，这首歌在法国重新发行。在1993年，歌曲作为了《Elements》在法国和西班牙的宣传片。曾作为专辑《To France》B面的两首歌《Bones》和《In the Pool》又收录进1993年的再版碟的B面。

## 现场演出
玛姬·赖利在1980年代欧菲尔德巡演时现场演出了《Moonlight Shadow》。而自此以后，包括欧菲尔德在内的其他歌手都现场演出过此歌，包括：Anita Hegerland（在1980年代末期）、Pepsi Demacque（在《Tubular Bells III Live》和《Live Then & Now 1999》巡演中）、米蓮·斯托克利（在千年演唱会）和罗莎·塞德隆（诺基亚逍遥音乐节之夜）。

## 原图
原封面图像扩大显示了英国艺术家特里·伊洛特设计的《Crises》封面右下角，其显示了一个脚踩在壁架上的男子，背景为大海和天。专辑《Crises》封面上的月亮、塔与影子没有在单曲封面中显示。
1993年再版的原画设计仿照了在大多数国家发行的《Elements》的封面。

## 制作
歌曲的早期版本名为《午夜激情》，由英国女歌手黑兹尔·奥康纳演唱。在欧菲尔德巡演时，玛姬·赖利是一个巡回乐队管理员的女朋友；欧菲尔德用押韵的字典一个一个获取单词。据欧菲尔德说，当时维京唱片很快悦纳了歌曲，并希望有更多类似的作品写成。赖利也演唱了《Crises》中的《外交事务》。
欧菲尔德后来在1998年专辑《Tubular Bells III》的歌曲《月光阴影》中也采了《Moonlight Shadow》的鼓点。

## 歌词内容
这首歌的歌词曾经一直被认为是指约翰·列侬的谋杀案的，然而歌曲中的事件和列侬谋杀案并无关系。列侬是在晚11点前被射四枪，而歌曲中呃时间是凌晨四点，且枪击数为六。在1995年的一次采访中，当被问及《Moonlight Shadow》是否是指代约翰·列侬谋杀案时，欧菲尔德回应道：
并非如此……当然，当我回顾的时候，也许是吧。其实我是在他被枪杀的那个可怕的晚上到达纽约的，我住在维京唱片在佩里街的房子，那儿距離事发的地點达科他大厦仅有几条街的路，所以它可能深埋于我的潜意识当中了。它最初灵感来自于我喜爱的电影——托尼·柯蒂斯主演的《胡迪尼》，这是通过灵媒联络死去的胡迪尼……歌曲原来的影响本该如此，而这其他影响却是我未曾想到的。——迈克·欧菲尔德，加雷斯·兰德尔采访迈克·欧菲尔德

## 影片
影片有兩個版本：完整長度的原版及刪去一節的縮減版。縮減版是為了適應一些電視廣播機構的要求。

## 曲目列表

### 7英寸唱片
1. "Moonlight Shadow" (7" mix) – 3:37
2. "Rite of Man" – 2:21

### 12英寸唱片
1. "Moonlight Shadow" (Extended version) – 5:18
2. "Rite of Man" – 2:21

### German唱片
1. "Moonlight Shadow" – 3:37
2. "Moonlight Shadow" (Extended version) – 5:18
3. "Rite of Man" – 2:21
4. "To France" – 4:43
5. "Jungle Gardenia" – 2:45 (Mike Oldfield)
6. "Taurus 3" – 2:25

### 1988 CD
1. "Moonlight Shadow" (Extended version) – 5:18
2. "Rite of Man" – 2:21
3. "To France" – 4:44
4. "Jungle Gardenia" – 2:44

### 1993 CD
1. "Moonlight Shadow" – 3:35
2. "Moonlight Shadow" (Extended version) – 5:18
3. "In the Pool" – 3:40
4. "Bones" – 3:19

## 排行榜排名
这首歌在欧洲的排行榜排名较好，在挪威、瑞典、意大利、瑞士和奥地利排到了第一名。
| 榜单（1983年）     | 最高排名 |
| ------------------ | -------- |
| 挪威单曲排行榜     | 1        |
| 意大利单曲排行榜   | 1        |
| 瑞典单曲排行榜     | 1        |
| 土耳其单曲排行榜   | 2        |
| Eurochart Hot 100  | 1        |
| 爱尔兰单曲排行榜   | 1        |
| 瑞士单曲排行榜     | 1        |
| 南非单曲排行榜     | 7        |
| 德国单曲排行榜     | 2        |
| 西班牙单曲排行榜   | 1        |
| 新爱尔兰单曲排行榜 | 3        |
| 法国单曲排行榜     | 3        |
| 奥地利单曲排行榜   | 1        |
| 英国单曲排行榜     | 4        |
| 比利时单曲排行榜   | 1        |
| 澳大利亚单曲排行榜 | 6        |
| 波兰单曲排行榜     | 1        |

### 年终排行榜
| 榜单（1984年）     | 最高排名 |
| ------------------ | -------- |
| 澳大利亚单曲排行榜 | 52       |
| 西班牙单曲排行榜   | 2        |
| 比利时单曲排行榜   | 7        |
| 瑞士单曲排行榜     | 2        |
| 荷兰单曲排行榜     | 5        |
| 澳大利亚单曲排行榜 | 1        |
| 德国单曲排行榜     | 3        |
| 意大利单曲排行榜   | 6        |
| 英国单曲排行榜     | 29       |